# Frank Laubach
Frank Charles Laubach (2 de septiembre de 1884  - 11 de junio de 1970, Benton, Pensilvania) fue un misionero cristiano congregacional estadounidense de ascendencia alemana educado en el Seminario Teológico de la Unión y la Universidad de Columbia, y un místico conocido como "El apóstol de los analfabetos". En 1915, mientras trabajaba entre musulmanes en un lugar remoto de Filipinas, desarrolló el programa de alfabetización "Cada uno enseña a uno". Se ha utilizado para enseñar a cerca de 60 millones de personas a leer en su propio idioma. Estaba profundamente preocupado por la pobreza, la injusticia y el analfabetismo, y los consideraba barreras para la paz en el mundo.

## Datos biográficos
En 1955, fundó Laubach Literacy, que ayudó a introducir a unos 150.000 estadounidenses a leer cada año y había crecido hasta abarcar 34 países en desarrollo. Se estima que 2.7 millones de personas en todo el mundo estaban aprendiendo a leer a través de programas afiliados a Laubach. En 2002, este grupo se fusionó con Literacy Volunteers of America, Inc. para formar ProLiteracy Worldwide. 
Durante los últimos años de su vida, Laubach viajó por todo el mundo hablando sobre temas de alfabetización y paz mundial. Fue autor de varios escritos devocionales y trabajos sobre alfabetización. 
Una de sus obras devocionales más influyentes fue un panfleto titulado "El juego con los minutos". En él, Laubach instó a los cristianos a intentar tener en mente a Dios durante al menos un segundo de cada minuto del día. De esta manera, los cristianos pueden intentar la actitud de oración constante mencionada en la Primera Epístola a los Tesalonicenses. El folleto exaltaba las virtudes de una vida vivida con un enfoque incesante en Dios. La idea de Laubach provino de sus experimentos en oración detallados en una colección de sus cartas publicadas bajo el título, Cartas de un místico moderno. 
Laubach es el único misionero estadounidense que ha sido honrado con un sello postal estadounidense, un sello de la serie Great Americans de 30 ¢ en 1984.
Laubach tenía un profundo interés en Filipinas. Escribió una biografía del héroe nacional filipino, José Rizal: Hombre y mártir, publicado en Manila en 1936. También tradujo el poema de despedida del héroe, "Mi Ultimo Adios". Su versión ocupa el segundo lugar en ideas, contenido, rima y estilo entre las 35 traducciones al inglés de una colección.[cita requerida]
   

Fue considerado un motor pionero de la literatura del maranao. Él escribió: 
 La gente Moro del lago Lanao tiene una literatura increíblemente rica, aún más sorprendente ya que existe solo en los recuerdos de la gente y acababa de comenzar a grabarse por escrito. Consiste en lírica y poesía con la épica predominando en gran medida. 
 Su énfasis en el uso de Easy English para la alfabetización condujo directamente al desarrollo por parte de WEC International en 1962 de un artículo evangelístico que usa su vocabulario básico llamado SOON, que ahora imprime 3 millones de copias al año.